# Mariano Moreno
Mariano Moreno (Buenos Aires, 23 de setembro de 1778 — alto mar, 4 de março de 1811) foi um advogado, jornalista e político argentino. Ele desempenhou um papel decisivo na Primeira Junta, o primeiro governo nacional da Argentina, criado após a Revolução de maio.

## Vida
Moreno nasceu em Buenos Aires em 1778. Seu pai era Manuel Moreno y Argumosa, nascido em Santander, Espanha, que chegou à cidade em 1776 e se casou com María del Valle. Mariano era o primogênito da família Moreno e tinha treze irmãos. Durante sua juventude, ele estudou latim, lógica e filosofia no San Carlos Royal College, seguido por estudos universitários de direito em Chuquisaca. Durante esses estudos, ele aprendeu as novas ideias do Iluminismo espanhol. Casou-se com María Guadalupe Cuenca e voltou a Buenos Aires, tornando-se um advogado de destaque do Cabildo. Ao contrário da maioria dos outros criollos, ele rejeitou o projeto Carlotista e a administração de Santiago de Liniers, juntando-se ao invés do motim malfadado de Álzaga contra ele. Ele trabalhou para o próximo vice-rei, Baltasar Hidalgo de Cisneros. Ele escreveu o jornal econômico The Representation of the Landowners, que convenceu o vice-rei a abrir o comércio com a Grã-Bretanha.
Embora não tenha tido um envolvimento proeminente na Revolução de maio que depôs Cisneros, ele foi nomeado secretário de guerra do novo governo, a Primeira Junta. Junto com Juan José Castelli, promoveu políticas duras contra os partidários do antigo governo e o fortalecimento do novo. Essas políticas foram detalhadas em um documento secreto, o Plano de Operações; alguns historiadores contestam sua autoria. Moreno organizou campanhas militares no Paraguai e no Alto Peru e garantiu a execução de Santiago de Liniers após a derrota de sua contrarrevolução. Ele fundou o primeiro jornal argentino, La Gazeta de Buenos Ayres, e traduziu de Jean-Jacques Rousseau O Contrato Social para o espanhol.
Quando a Junta obteve as primeiras vitórias militares, o presidente Cornelio Saavedra se opôs a Moreno, preferindo políticas moderadas. Aliado a Gregório Funes, Saavedra ampliou o número de membros da Junta para deixar o morenismo em minoria. Com as disputas ainda em andamento, Moreno foi nomeado para uma missão diplomática na Grã-Bretanha, mas morreu no mar no caminho para lá. Seu irmão Manuel Moreno alegou que ele foi envenenado. Seus apoiadores ainda foram um partido político influente por alguns anos após sua morte. Os historiadores têm várias perspectivas sobre o papel e o significado histórico de Moreno, da hagiografia ao repúdio. É considerado o precursor do jornalismo argentino.